# Hermeneutik
Die Hermeneutik (altgriechisch ἑρμηνεύειν hermēneúein, deutsch ‚erklären‘, ‚auslegen‘, ‚übersetzen‘) ist die Theorie der Interpretation von Texten und des Verstehens. Beim Verstehen verwendet der Mensch Symbole. Er ist in eine Welt von Zeichen und in eine Gemeinschaft eingebunden, die eine gemeinsame Sprache verwendet. Nicht nur in Texten, sondern in allen menschlichen Schöpfungen ist Sinn. Diesen zu erschließen, ist eine hermeneutische Aufgabe.
In der Antike und im Mittelalter diente die Hermeneutik als Wissenschaft und Kunst der Auslegung (Exegese) grundlegender Texte, besonders der Bibel und von Gesetzen. In der Neuzeit weitete sich ihr Anwendungsbereich aus. Sie entwickelte sich zu einer allgemeinen Lehre von den Voraussetzungen und Methoden sachgerechter Interpretation und zu einer Philosophie des Verstehens. Mit der von Immanuel Kant entscheidend beförderten Einsicht in die Grenzen der menschlichen Erkenntnisfähigkeit stellte sich für die Hermeneutik seit dem 19. Jahrhundert unter anderem das Problem der geschichtlichen Gebundenheit menschlichen Denkens und Verstehens. Als einflussreichster Vertreter der philosophischen Hermeneutik im 20. Jahrhundert wendete Hans-Georg Gadamer diese Beschränkung ins Positive und stellte das Verstehen in den Zusammenhang eines prinzipiell nicht zu beendenden Gesprächs über die Deutung wichtiger Zeugnisse der geschichtlichen und kulturellen Überlieferung.
Der Begriff Hermeneutik ist als solcher erst in der Neuzeit entstanden und wurde als Buchtitel im 17. Jahrhundert erstmals vom Straßburger Philosophen und Theologen Johann Conrad Dannhauer verwendet. Die allgemeine Hermeneutik beschäftigt sich mit der Auslegung von Texten oder von Zeichen im Allgemeinen. Die besondere Hermeneutik behandelt die mit der Auslegung von Texten verbundenen Probleme, wie sie sich aus den einzelnen Fächern der Rechtswissenschaft, Theologie, Literaturwissenschaft, Geschichtswissenschaft oder Kunstgeschichte ergeben. Sie hat traditionsgemäß einen stärkeren Bezug zu den Geisteswissenschaften und diente bei Wilhelm Dilthey zu deren methodologischer Begründung. Auch die Reflexion der Bedingungen des Auslegens, Deutens und Verstehens nicht-textgebundener Werke der Musik und ihrer Interpretation oder der Werke der Bildenden Kunst wird Hermeneutik genannt. Nach idealistischer Auffassung ist Verstehen ein Sein, in dem die Welt sich selbst auslegt. Ein intuitiver Ansatz begreift Verstehen als etwas Unmittelbares, das aller Reflexion vorausgeht und aller Erkenntnis und dem diskursiven Denken zugrunde liegt.

## Begriffliche Herkunft

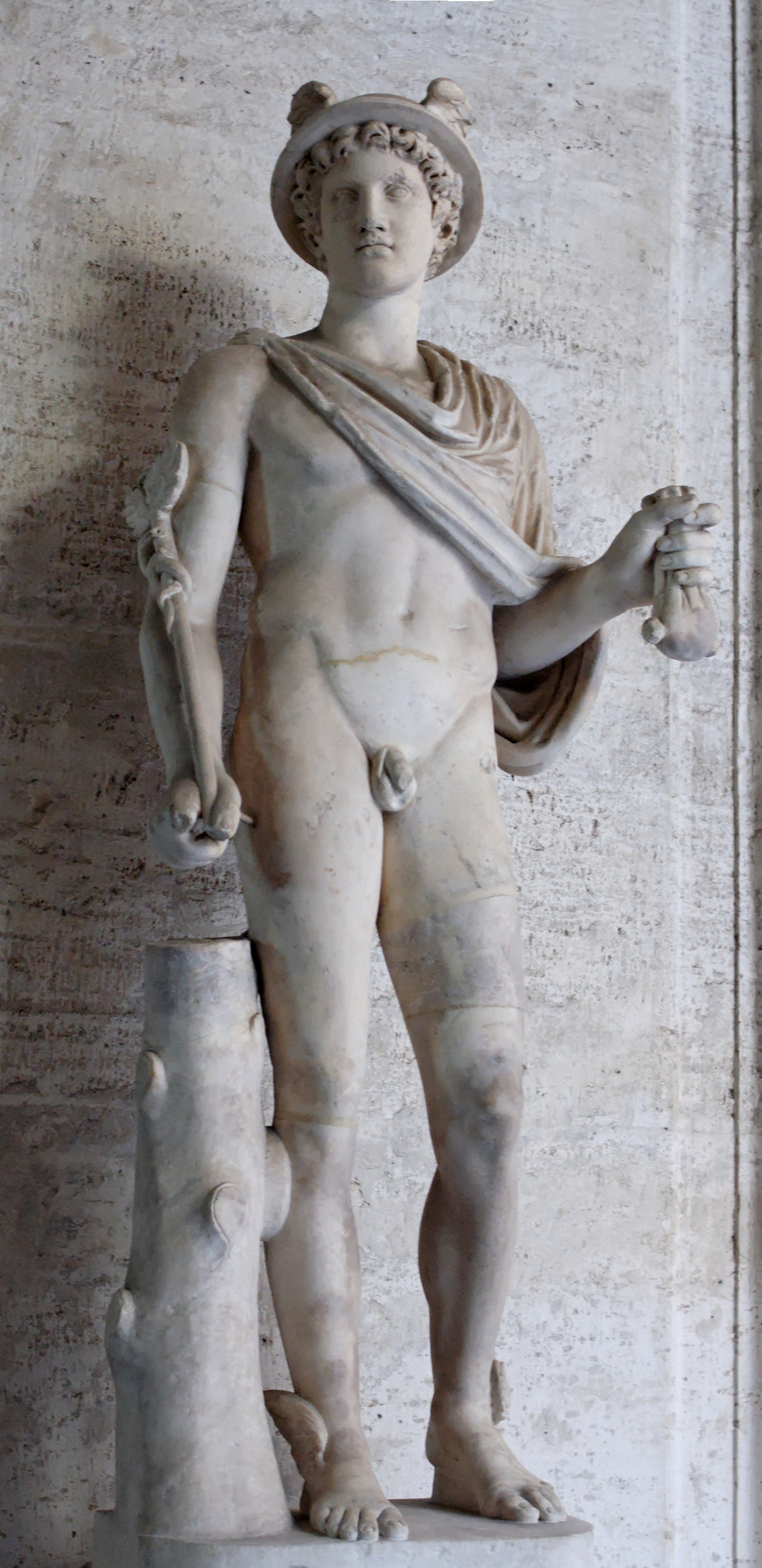
Hermes, der Götterbote

Im antiken Griechenland gab das Orakel von Delphi weder konkrete Anweisungen noch verbarg es seinen Sinn völlig, vielmehr deutete es an. Die hermeneutische Kunst sollte die Sprache der Götter und ihre verschlossene, schwer zugängliche (hermetische) Lehre erhellen. Die Hermetik ist eine esoterisch-okkulte Geheimwissenschaft. Sie bezieht sich auf die mythische Gestalt des Hermes Trismegistos („der dreimal größte Hermes“).
Zum selben Wortstamm gehört der ἑρμηνεύς (Hermeneus), der bei Platon (5.−4. Jahrhundert v. Chr.) in zweierlei Gestalt vorkommt: als Dichter, der die Botschaft der Götter vermittelt, und als Rhapsode, der die Werke der Dichter interpretiert. Als ἑρμηνευτικὴ τέχνη (hermeneutikè téchne, téchne: altgr.: Fähigkeit, Kunstfertigkeit, Handwerk) ist der Begriff ἑρμηνευτική zuerst bei Platon im Zusammenhang mit religiöser Weissagung überliefert.
Die etymologische Ableitung von Hermeneus, Hermeneutik und Hermetik von dem Götterboten Hermes ist umstritten, eine gemeinsame Wurzel aber anzunehmen. In der griechischen Mythologie war Hermes nicht nur der Überbringer von Nachrichten der Götter, sondern auch der Übersetzer dieser Botschaften. Ohne seine Interpretation blieben sie kryptisch. Hermes gilt in dieser Mythologie zudem als der Erfinder der Schrift und der Sprache. Herodot schreibt im 5. Jahrhundert v. Chr., dass „fast alle Götternamen aus Ägypten nach Griechenland gekommen sind“. Die Gleichstellung des ägyptischen Gottes Thot mit dem griechischen Gott Hermes findet sich zuerst bei Manetho, einem ägyptischen Priester aus dem 3. Jahrhundert v. Chr.

## Geschichtliche Entwicklung
Obgleich die begriffliche Fixierung der Hermeneutik und ihre systematische Entwicklung zu einem eigenen wissenschaftstheoretischen Bereich erst in die frühe Neuzeit fallen, reichen ihre historischen Wurzeln sehr viel weiter zurück. Hermeneutik als Kunst der Interpretation hat ihren Ursprung in der antiken Exegese, der jüdischen Auslegung des Tanach und in altindischen Lehren. Die Interpretation biblischer Texte wurde dann zum eigentlichen Motor der Entwicklung einer ausdifferenzierten Hermeneutik als wissenschaftlicher Disziplin.

### Antike Hermeneutik

#### Erkundung der Bedeutung
Hermeneutik hatte in der griechischen Religion, Mythologie und in der antiken Philosophie frühe Anwendungsbereiche. Die Kunst der Weissagung erkundete die verborgene Bedeutung eines Objektes und wurde Mantik (μαντεία) genannt. Die Interpretationslehre beschäftigte sich mit der Bedeutung hinter den offensichtlichen Bedeutungen. So wurde bei der Exegese (exégesis = Auslegung, Erläuterung) der Werke Homers zunächst die Bedeutung der Wörter und der Sätze kommentiert. Erst auf einer tieferen Ebene ging es darum, die allegorische (αλληγορειν – etwas anders ausdrücken) Bedeutung zu diskutieren und auszulegen. Sokrates provozierte seine Mitbürger mit der Frage, wie es in Wahrheit um ihr künftiges Schicksal und ihre Seele stehe. Er unterzog ihre Antworten einer scharfen Bedeutungskritik und versuchte zu zeigen, dass alles hinterfragt werden muss, um einen festen Ausgangsboden zu gewinnen.

#### Platon
Nach Platon sind die zwei Seiten des Seins, die es zu verstehen gilt, die sinnlich wahrnehmbare Beschaffenheit und das nicht sinnlich wahrnehmbare wesenhafte Sein. Die Seele strebe nicht nach der sinnlich wahrnehmbaren Beschaffenheit, sondern nach dem wesenhaften Sein. Bei jedem der Dinge komme die vollständige geistige Erkenntnis in fünf Schritten zustande:
1. der Name (den wir laut aussprechen),
2. die sprachlich ausgedrückte Begriffsbestimmung (aus Nenn- und Aussagewörtern zusammengesetzt, z. B. „der Kreis ist das von seinem Mittelpunkt überall gleich weit Entfernte“),
3. das durch die fünf Sinne Wahrnehmbare (z. B. vom Zeichner oder vom Drechsler angefertigt),
4. die begriffliche Erkenntnis (Begreifen durch den vernünftig denkenden Geist, kognitive Vorstellung von solchen Dingen),
5. dasjenige, was sich nur durch Vertiefung in der Vernunft erkennen lässt und das wahre Urbild, die Idee des Dinges ist (ideelle oder intelligible Realität oder Wesenheit, die reine, nicht sinnliche Wahrheit, das ursprünglich vollkommen Wesenhafte).[14]

Die Annäherung an das innere Wesen der Dinge könne nur frei von verfälschenden Leidenschaften erfolgen:

„Erst wenn durch fleißige gegenseitige Vergleichung Namen, definierende Beschreibungen mittels der Sprache, sinnliche Anschauungen und Wahrnehmungen in Beziehung auf ihre Aussagen vom Wesen der Dinge in leidenschaftslosen Belehrungen berichtigt werden, und wenn wir hierbei ohne leidenschaftliche Rechthabereien die rechte dialektische Methode anwenden, dann erst geht uns das Licht der rein geistigen Wahrnehmung und der reinen Vernunftauffassung des inneren Wesens der Dinge auf.“

#### Aristoteles
Bei Aristoteles steht neben der Aussage als Ausdruck und als elementare Grundlage des logischen Denkens jegliche Aussage auch immer in dem Fragebezug zu dem, was mit ihr gemeint ist. Bereits das Aussagen selbst wurde im klassischen Griechenland als ein Interpretieren (ἑρμηνεύειν) verstanden. Die Aussage wandelt ein innerlich Gedachtes in geäußerte Sprache um. Die Auslegung des Gesprochenen erfordert den umgekehrten Weg von der Äußerung zur gedachten Aussageabsicht: „Das ἑρμηνεύειν erweist sich also durchaus als ein Vorgang der Sinnvermittlung, die vom Äußeren auf ein Inneres von Sinn zurückgeht.“

#### Die Allegorese
Bei der antiken Auslegung von Texten sowohl in Griechenland als auch im Judentum war die Allegorese von Bedeutung. Dabei geht es um die Ermittlung eines verborgenen Sinns der Texte, der sich von dem wörtlichen Sinn unterscheidet. Einen wesentlichen Beitrag zur Entwicklung allegorischer Auslegungsmethoden leistete die Stoa, die ihrerseits die jüdische Bibelinterpretation insbesondere des Philon von Alexandria beeinflusste. Auch Origenes als frühchristlicher Kommentator der Bibel ging davon aus, dass neben dem wörtlichen Sinn in der Heiligen Schrift vor allem ein höherer geistiger und seelischer Sinn präsent ist. Die frühchristliche Dogmatik musste sich mit dem Bedeutungskonflikt zwischen der besonderen Heilsgeschichte des jüdischen Volkes, wie sie das Alte Testament enthält, und der universalistischen Verkündigung Jesu im Neuen Testament auseinandersetzen. Beeinflusst von neuplatonischen Vorstellungen lehrte Augustinus den Aufstieg des Geistes über den wörtlichen und den moralischen zum geistlichen Sinn. Nach seiner Auffassung sind die Dinge auch als Zeichen zu verstehen (res et signa). Selbst das Gebiet der Dinge verlangt demnach eine Erschließung des Sinns der Schöpfung.

### Mittelalterliche Exegese
Im christlichen Mittelalter wurde die Tradition der antiken Exegese in ihrer Grundstruktur der Zweiteilung fortgesetzt. Gegenstand war die Bibel. Die patristische Hermeneutik, die Origenes und Augustinus zusammengefasst hatten, wurde durch Cassian zur Methode des vierfachen Schriftsinns entwickelt und systematisch dargestellt. Die Grenzen der Textkritik wurden durch eine Doktrin, den exegetischen Kode bestimmt. Grund war der Konflikt zwischen der Dogmatik der Auslegung und den Ergebnissen damals neuer Erforschungen. Nach dieser Doktrin besaß die Bibel einen äußeren Mantel, den cortex, der einen tieferen Kern, den nucleus umzog. Auf der Cortex-Ebene wurden Grammatik und Semantik hinsichtlich des wörtlichen Sinns (sensus litteralis) bzw. des historischen Sinns (sensus historicus) hin interpretiert, auf der Kern-Ebene (nucleus) die tiefere Bedeutung, die sententia, erforscht. Dazu wurde der nucleus in drei Tiefen der Ausformungen von Bedeutung unterteilt. Auf der ersten Nucleus-Stufe wurde die moralische Bedeutung (sensus tropologicus) erforscht, von der sich das Verhalten der Menschen untereinander leiten lassen sollte. Auf der nächsttieferen standen die christologischen und kirchlichen Bedeutungen (sensus allegoricus), mit denen die Glaubensgehalte expliziert werden sollten. Auf der tiefsten Ebene des nucleus ging es in der Exegese um den sensus anagogicus, den hinführenden Sinn, der die Tiefe des Geheimnisses der Offenbarung deutlich macht und dadurch auf Künftiges hinweist. Die tiefsten Bedeutungen, die die himmlischen Mysterien betrafen, galten als für die Menschen im Diesseits nicht erschließbar. Sie werden ihnen erst im Jenseits offenbart (Offenbarung).

### Rezeption des römischen Rechts
Die Tradition der juristischen Hermeneutik gewann eine neue Bedeutung, als die Rechtswissenschaft im Kampf des aufstrebenden städtischen Bürgertums gegen den Adel zu einer ökonomisch und politisch relevanten Kunst wurde. Das Ringen um die richtige Auslegung juristischer Texte führte zu einer säkularisierten hermeneutischen Methodenlehre. Sie wurde zu einem Auslegungsverfahren für Denkprodukte der Vergangenheit. Unter Berufung auf anerkannte historische Autoritäten sollten juristische Prozesse beeinflusst werden. Es galt nicht nur, die römischen Juristen zu verstehen, sondern zugleich die Dogmatik des römischen Rechtes auf die neuzeitliche Welt anzuwenden. Daraus erwuchs der Rechtswissenschaft eine enge Bindung der hermeneutischen an die dogmatische Aufgabe. Die Auslegungslehre konnte sich nicht allein auf die Absicht des Gesetzgebers stützen. Sie musste vielmehr den „Grund des Gesetzes“ zum hermeneutischen Maßstab erheben.

### Reformation

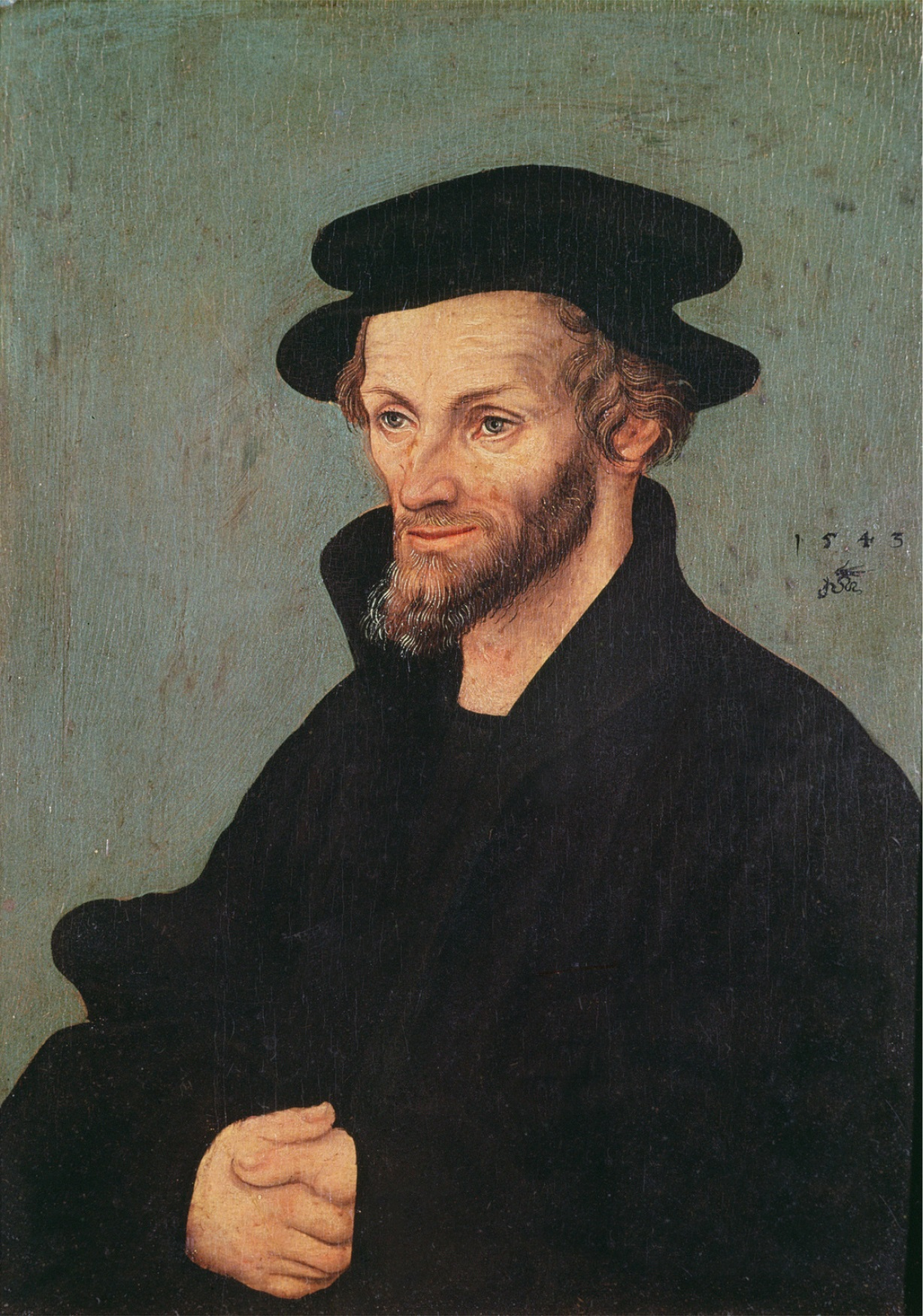
Philipp Melanchthon (Gemälde von Lucas Cranach d. Ä. 1532)

#### Rückgewinnung des Maßgeblichen
Gegenstand der Hermeneutik, die sich mit Reformation und Humanismus Anfang des 16. Jahrhunderts neu entfaltete, war die richtige Auslegung von solchen Texten, die das eigentlich Maßgebliche enthalten, das es zurückzugewinnen gilt. Dies galt insbesondere für die Biblische Hermeneutik. Die zu ihrer Legitimation wesentlich auf die Geltung und Auslegung der Bibel gestützte protestantische Reformation hat der Hermeneutik nachhaltig neue Impulse gegeben. Die Reformatoren polemisierten gegen die Tradition der Kirchenlehre und deren Behandlung des Textes mit der allegorischen Methode. Sie forderten die Rückbesinnung auf den Wortlaut der Heiligen Schrift. Die Exegese sollte objektiv, objektgebunden und frei von aller subjektiven Willkür sein.

#### Luther und Melanchthon
Martin Luther betonte, dass der Schlüssel zum Verständnis der Bibel in ihr selbst angelegt sei („sui ipsius interpres“). Jeder Christenmensch besitze die Fähigkeit, die Schrift selbst auszulegen und zu verstehen (Sola-scriptura-Prinzip). Nach Luther soll man der Schrift nicht mit einer vorgefassten Meinung begegnen, sondern auf ihren eigenen Wortlaut achten. Die Schriftauslegung darf die Schrift nicht daran hindern, ihre eigene Sache zu sagen, da sonst der Ausleger der Schrift ins Wort fällt.

„Also ist die schrifft ir selbs ain aigen liecht. Das ist dann fein, wenn sich die schrifft selbs ausslegt […]“

Philipp Melanchthon stützte sich bei der Ausarbeitung einer frühprotestantischen Hermeneutik auf die humanistische Rhetoriktradition. Das begriffliche Vokabular entstammte durchweg der antiken Rhetorik. Melanchthon deutete die antiken rhetorischen Grundbegriffe für das rechte Studium der Bücher (bonis auctoribus legendis) um. Die Forderung, alles Einzelne aus dem Ganzen zu verstehen, geht auf das Verhältnis von „caput et membra“ (Haupt und Glieder) zurück: Dem Haupt sind die anderen Glieder untergeordnet. Damit verbunden war eine Akzentverschiebung weg von der Konzeption einer wirksamen eigenen Rede („ars bene dicendi“) hin zur verständigen Lektüre und Deutung von Texten („ars bene legendi“): „Die Beschäftigung mit der rhetorischen Theorie dient nicht dazu, Beredsamkeit zu erzeugen, sondern für die auszubildende Jugend ein methodisches Rüstzeug bereitzustellen, um elaborierte Texte kompetent zu beurteilen.“

#### Matthias Flacius
Melanchthons Schüler Matthias Flacius betonte die dogmatische Einheit des Kanon, die er gegen die Einzelauslegung der neutestamentlichen Schriften ausspielte. Damit schränkte er den lutherischen Grundsatz „sacra scriptura sui ipsius interpres“ stark ein. Er unterstrich die Notwendigkeit gediegener Sprachkenntnisse für das Verständnis vermeintlich dunkler Bibelstellen, deren Klärung er durch das systematische Heranziehen von Parallelstellen der Heiligen Schrift betrieb. Oft konnte er dabei an Untersuchungen des Augustinus und anderer Kirchenväter anknüpfen. Die Schwierigkeiten, die das Verstehen der Bibel stellenweise hemmten seien rein sprachlich oder grammatisch: „Die Sprache ist nämlich ein Zeichen oder ein Bild der Dinge und gleichsam eine Art Brille, durch welche wir die Dinge selbst anschauen. Wenn daher die Sprache entweder an sich oder für uns dunkel ist, so erkennen wir mühsam durch sie die Sachen selbst.“

### Renaissance

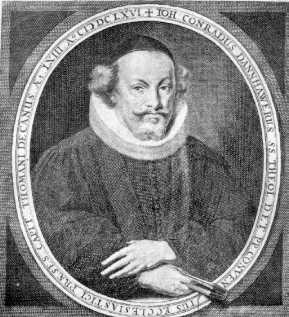
Johann Conrad Dannhauer

#### Ars critica
In der Renaissance entwickelte sich die Textkritik (ars critica) als eigenständige Disziplin. Sie bemühte sich um die ursprüngliche Gestalt der Texte. Die bestehende Tradition wurde durch die Aufdeckung ihrer verschütteten Ursprünge aufgebrochen oder verwandelt. Der verdeckte und entstellte Sinn der Bibel und der Klassiker sollte wieder aufgesucht und erneuert werden. Im Rückgang zu den originalen Quellen sollte ein neues Verständnis gewonnen werden für das, was durch Verzerrung und Missbrauch verdorben war: die Bibel durch die Lehrtradition der Kirche, die Klassiker durch das barbarische Latein der Scholastik. Das neu belebte Studium der überlieferten Klassiker der römischen, dann auch der griechischen Antike führte in Verbindung mit dem Buchdruck zu einer erheblichen Ausweitung der Auslegung und Deutung von Texten. Es erwachte das Bedürfnis nach einer neuen Methodenlehre der überall aufsprießenden Wissenschaften. Ein neues Organon des Wissens sollte das aristotelische ersetzen oder komplettieren. Nun erst kam die Hermeneutik zu ihrem Begriff.

#### Johann Conrad Dannhauer
Johann Conrad Dannhauer konzipierte seine bislang wenig beachtete Schrift Idea Boni Interpretis von 1630 als „hermeneutica generalis“. 1654 veröffentlichte er sein Werk „Hermeneutica sacra sive methodus exponendarum sacrarum litterarum“: Zur wahren Interpretation und „Beseitigung der Dunkelheit“ sind erforderlich die Unbestechlichkeit des Urteils, die Untersuchung des Vorangehenden und des Folgenden, die Beachtung der Analogie, der Kernaussage (Scopus) und der Zielsetzung des Textes, die Kenntnis des Sprachgebrauchs durch den Autor sowie die Berücksichtigung von Übersetzungsfehlern. Dannhauer hat die Bedeutung der allgemeinen Hermeneutik hervorgehoben:

“Sicut enim non est alia grammatica Juridica, alia Theologica, alia Medica, sed una generalis omnibus scientiis communis. Ita Una generalis est hermeneutica, quamvis in objectis particularibus sit diversitas.”

„Wie es nicht hier eine juristische Grammatik gibt, dort eine davon verschiedene theologische und noch eine andere medizinische Grammatik, sondern eine allgemeine, allen gemeinsame, so gibt es eine allgemeine Hermeneutik, auch wenn in den einzelnen Gegenständen Verschiedenheit vorliegt.“

Das Ziel der Hermeneutik sei es, den wahren Sinn der Rede darzulegen und vom falschen abzugrenzen. Dannhauer ging es um eine allgemeine Wissenschaft vom Interpretieren, um eine philosophische Hermeneutik, die auch anderen Fakultäten wie Recht, Theologie und Medizin das Instrumentarium zur Auslegung schriftlicher Aussagen bereitstellen sollte. Bei dieser universalen Ausrichtung handelte es sich um eine propädeutische Wissenschaft, die im klassischen Wissenschaftsspektrum zur Logik gerechnet werden konnte.

### Aufklärung
Die theologische Hermeneutik der frühen Aufklärung lehnte die Lehre von der Verbalinspiration ab und versuchte, allgemeine Regeln des Verstehens zu gewinnen. Die historische Bibelkritik fand damals ihre erste hermeneutische Legitimation.

#### Baruch de Spinoza
Spinozas Hermeneutik verteidigt die Freiheit der Philosophie gegenüber der Theologie. Frei und unbefangen soll die Schrift kritisch und historisch geprüft werden. Was ihr nicht in voller Klarheit selbst entnommen werden kann, ist nicht anzunehmen. Spinozas 1670 erschienener Tractatus theologico-politicus enthält eine Kritik des Wunderbegriffs und macht den Anspruch der Vernunft geltend, dass nur Vernünftiges, also Mögliches, anerkannt werden darf. Das in der Heiligen Schrift, woran die Vernunft Anstoß nimmt, verlangt nach einer natürlichen Erklärung. Es ist nicht die Absicht der Bibel, Wissenschaft zu lehren. Deshalb darf der Unterschied zwischen Vernunft und Glauben nicht aufgehoben werden. Das Wort Gottes lehrt die Gottesliebe und die Nächstenliebe. Es ist nicht identisch mit der Schrift. Diese vermittelt nur das Wissen, das zum Verständnis des göttlichen Liebesgebots erforderlich ist. Die sonstigen Spekulationen der Bibel über Gott und die Welt machen nicht den Kern der Offenbarung aus. Der ganze Inhalt der Schrift ist der menschlichen Auffassungsgabe und Einbildungskraft angepasst. Die Wundergeschichten (siehe Wunder Jesu) sind deshalb weitgehend metaphorisch zu deuten. Die Methode der Schrifterklärung soll der Methode der Naturerklärung entsprechen und sich an Daten und Prinzipien halten. Texte sollen nach Hinweisen auf ihre Entstehung und Überlieferungsgeschichte befragt werden. Die biblischen Lehren sollen aus dem geschichtlichen Umkreis ihrer Entstehung heraus verständlich werden.

„Ich habe gezeigt, daß die Schrift nichts Philosophisches, sondern allein die Frömmigkeit lehrt und daß ihr ganzer Inhalt der Fassungskraft und den vorgefaßten Meinungen des Volkes angepaßt ist. Wer sie daher der Philosophie anpassen will, der muß natürlich den Propheten vieles andichten, woran sie auch nicht im Traum gedacht haben, und der muß ihre Meinung falsch auslegen. Wer im Gegenteil die Vernunft und die Philosophie zur Magd der Theologie macht, der muß die Vorurteile eines alten Volkes als göttliche Dinge gelten lassen und den Geist durch sie einnehmen und verblenden.“

#### Johann Martin Chladni/Chladenius

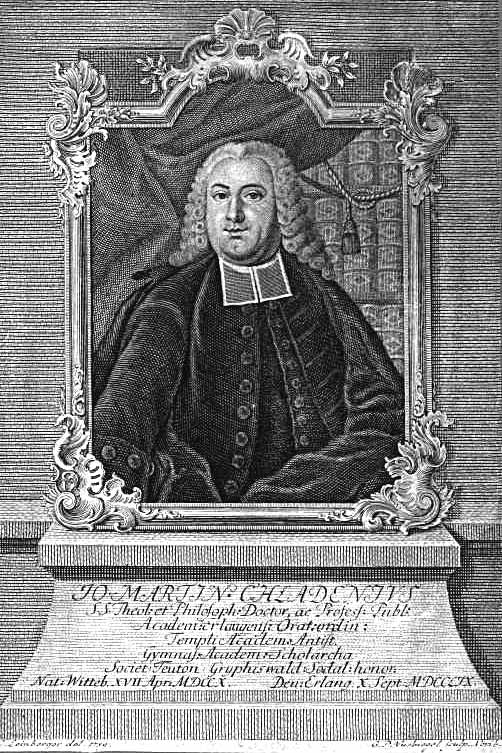
Johann Martin Chladni

Johann Martin Chladni führte mit dem „Sehepunkt“ des Interpreten 1742 einen Aspekt in die hermeneutische Theorie ein, der in unterschiedlicher Hinsicht aktuell geblieben ist: „Diejenigen Umstände unserer Seele, unseres Leibes und unserer ganzen Person, welche machen oder Ursache sind, dass wir uns eine Sache so und nicht anders vorstellen, wollen wir den Sehe-Punckt nennen.“ Den Ausdruck „Sehepunkt“ hat Chladni zufolge Leibniz geprägt, der damit den unaufhebbaren Perspektivismus der Monaden kennzeichnete. Erst die Berücksichtigung des Sehepunktes ermögliche Objektivität, denn nur dadurch ergebe sich die Chance, die individuellen „Abwechselungen, die die Menschen von einer Sache haben“, angemessen zu berücksichtigen. Es geht Chladni also um das richtige Verständnis durch Rückführung auf den sie leitenden Sehepunkt. Ein Sprachobjektivismus, der vom Sehepunkt absehen würde, ginge an den Sachen vollkommen vorbei. Dies ist die Grundlehre der universalen Hermeneutik.

#### Georg Friedrich Meier
Wie Chladenius gehörte auch Georg Friedrich Meier mit seiner 1757 erschienenen Schrift zur Auslegungskunst dem Zeitalter der Aufklärung an. Meier weitete den hermeneutischen Anspruch weit über die Textdeutung auf eine Universalhermeneutik aus, die auf Zeichen aller Art, naturhafte wie künstliche, gerichtet war. Verstehen bedeutet demnach das Einordnen in einen die ganze Welt umschließenden Zeichenzusammenhang. Die Harmonie des Weltganzen wiederum bedingt nach Meier, der hier Leibniz’ Vorstellung von der besten aller Welten aufgreift, dass jedes Zeichen auf ein anderes verweisen kann, weil in dieser Welt ein optimaler Zeichenzusammenhang gegeben sei.
Chladenius wie Meier haben folglich in unterschiedlicher Weise in Leibniz’ Denken ihren Ausgangspunkt. Grondin sieht darin zwei Fronten der gegenwärtigen Hermeneutik-Diskussion vorgezeichnet: „auf der einen Seite die herausfordernde Ubiquität des Perspektivismus (der sich nach dem Szientismus des 19. Jahrhunderts Relativismus glaubte nennen zu müssen) im kontinentalen Bereich, auf der anderen die semiotische Unterwanderung des hermeneutischen Denkens in der strukturalistischen Linguistik, von der der postmoderne Dekonstruktivismus, für den jedes Wort eine Abtrift von Zeichen signalisiert, zehrt.“

#### Immanuel Kant
Dass die dem Rationalitätsbegriff der Aufklärung verpflichteten hermeneutischen Ansätze wenig später keine Rolle mehr spielten und völlig vergessen schienen, geht auf die Wirkung Kants zurück, dessen Kritik der reinen Vernunft in erkenntnistheoretischer Hinsicht den Zusammenbruch des aufklärerisch-rationalen Weltbilds zur Folge hatte. In Kants Unterscheidung zwischen der Welt der Phänomene, wie sie der menschliche Erkenntnisapparat vermittelt, und den „Dingen an sich“ liegt „eine der geheimen Wurzeln der Romantik und des Aufschwungs, der der Hermeneutik seitdem widerfahren ist.“ Mit der durch Kant geförderten Einsicht in die Grenzen der menschlichen Erkenntnisfähigkeit stellte sich für die Hermeneutik seit dem 19. Jahrhundert unter anderem das Problem der geschichtlichen Gebundenheit menschlichen Denkens und Verstehens.

### 19. Jahrhundert

#### Friedrich Ast
Die These vom hermeneutischen Zirkel wurde wohl erstmals von dem Altphilologen Friedrich Ast (1778 bis 1841) aufgestellt:

„Wenn wir nun aber den Geist des gesamten Altertums nur durch seine Offenbarungen in den Werken der Schriftsteller erkennen können, diese aber selbst wieder die Erkenntnis des universellen Geistes voraussetzen, wie ist es möglich, da wir immer nur das eine nach dem anderen, nicht aber das Ganze zu gleicher Zeit auffassen können, das Einzelne zu erkennen, da dieses die Erkenntnis des Ganzen voraussetzt? Der Zirkel, dass ich a, b, c und so weiter nur durch A erkennen kann, aber dieses A selbst wieder nur durch a, b, c usf., ist unauflöslich, wenn beide A und a, b, c als Gegensätze gedacht werden, die sich wechselseitig bedingen und voraussetzen, nicht aber ihre Einheit anerkannt wird, so dass A nicht erst aus a, b, c usf. hervorgeht und durch sie gebildet wird, sondern ihnen selbst vorausgeht, sie alle auf gleiche Weise durchdringt, a, b, c also nichts anderes als individuelle Darstellungen des Einen A sind. In A liegen dann auf ursprüngliche Weise schon a, b, c; diese Glieder selbst sind die einzelnen Entfaltungen des Einen A, also liegt in jedem auf besondere Weise schon A, und ich brauche nicht erst die ganze unendliche Reihe der Einzelnheiten zu durchlaufen, um ihre Einheit zu finden.“

Der Schüler Schellings erklärte das historische Verstehen in diesem Sinne durch ein „Grundgesetz“: Es gelte „aus dem Einzelnen den Geist des Ganzen zu finden und durch das Ganze das Einzelne zu begreifen; jenes die analytische, diese die synthetische Methode der Erkenntnis.“ Nach Ast ist der Geist des Ganzen in jedem einzelnen Element repräsentiert. Die Idee des Ganzen werde nicht erst durch die Zusammensetzung aller seiner einzelnen Elemente geweckt, sondern schon „mit der Auffassung der ersten Einzelnheit“. Das Verstehen und Erklären eines Werkes sei „ein wahrhaftes Reproduzieren oder Nachbilden des schon Gebildeten.“

#### Friedrich Schleiermacher

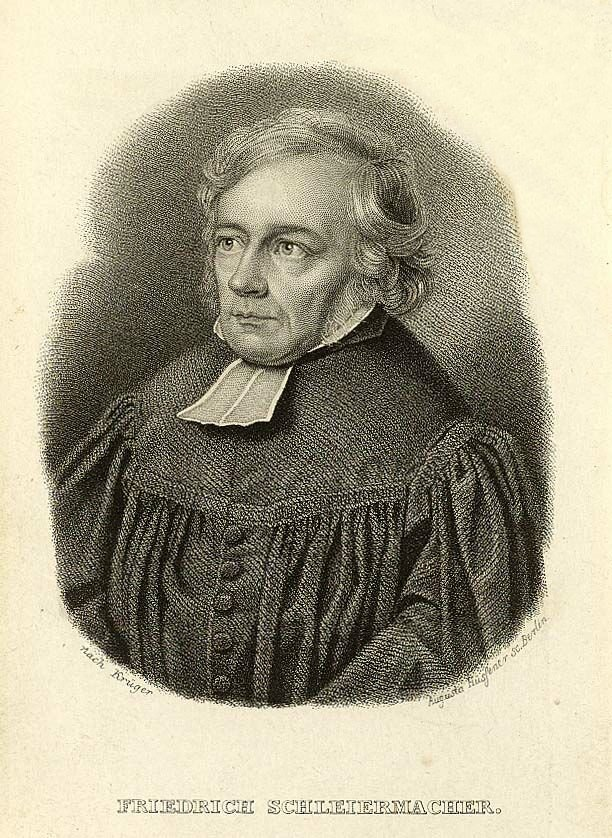
Friedrich Schleiermacher (1768–1834)

Für die Entwicklung der Hermeneutik im 19. Jahrhundert setzte der Theologe Friedrich Schleiermacher grundlegende Akzente. Für Schleiermacher war Hermeneutik die Kunst des Verstehens und die Technik der richtigen Auslegung. Er hat auf die durch Kant bewirkte fundamentale Verunsicherung reagiert, die in Bezug auf die menschliche Vernunft eingetreten war: Deren Verstehensanstrengungen wurden seit Kant prinzipiell als begrenzt, perspektivisch und hypothetisch angesehen. Schleiermacher betonte: „Das Geschäft der Hermeneutik darf nicht erst da anfangen, wo das Verständniß unsicher wird, sondern vom ersten Anfang des Unternehmens an, eine Rede verstehen zu wollen. Denn das Verständniß wird gewöhnlich erst unsicher, weil es schon früher vernachlässigt worden.“ Er wollte deshalb Vorkehrungen gegen ein mögliches Missverstehen treffen: Der einzelne Gedanke solle aus dem Ganzen des Lebenszusammenhangs gedeutet werden, dem er entspringt.
Zwei Ebenen der Textauslegung gelte es den Regeln der Kunst gemäß zu beachten: die grammatische, die den sprachlichen Kontext des Schriftzeugnisses aufschlüsselt, und die psychologische, die die Motive des Verfassers zu erschließen trachtet, und zwar in einem Maße, dass der Interpret den Autoren zuletzt besser versteht, als es dieser selbst vermocht hat. Mit dieser Erweiterung verliert die Hermeneutik ihre traditionelle Beziehung zu Texten als Wahrheitsvermittlern. Stattdessen werden diese als der Ausdruck der Psyche, des Lebens und der geschichtlichen Epoche des Verfassers begriffen, und das Verstehen wird gleichgesetzt mit einem Wiedererleben und Einleben in das Bewusstsein, das Leben und die geschichtliche Epoche, aus der die Texte entstammen. Bezogen auf die Bibelexegese, die Schleiermacher vorschwebte, vertrat er, dass die Autoren nur aus ihrer gesamten Lebenssituation heraus verstanden werden könnten. Die Hermeneutik wird zu einer allgemeinen Kunstlehre, sich in das Leben einzufühlen, das hinter einem gegebenen Geistesprodukt steht. Ein Interpret versucht, sich in das Denken des Autors hineinzuversetzen, um den schöpferischen Akt nachzuvollziehen und auf diese Weise den möglichen Sinn des Kunstwerkes aufzudecken. Diese Theorie des „Einlebens“, welche Schleiermacher Divination nennt, verbindet er mit einer allgemeinen metaphysischen Theorie, nach der Verfasser und Leser beide Ausdruck ein und desselben überindividuellen Lebens (des Geistes) sind, welches sich durch die Weltgeschichte entwickelt.
Bereits Schleiermacher hat die Fremdheit des zu Verstehenden als eines der zentralen Themen in die hermeneutische Diskussion eingeführt. Er geht von einer grundsätzlichen Differenz zwischen dem verstehenden Subjekt und dem zu Verstehenden aus. Die Überwindung dieser Differenz sei Aufgabe der Hermeneutik als Kunst des Verstehens und sei grundsätzlich möglich. Dieser Optimismus der prinzipiellen Überwindbarkeit der Fremdheit des zu Verstehenden hat die weitere hermeneutische Diskussion nachhaltig geprägt.

#### Historismus
Johann Gustav Droysen hat das „Verstehen“ erstmals als wissenschaftlichen Begriff zur Bezeichnung der Methode der Geschichtswissenschaften eingeführt. Er unterschied ihn von dem „Entwickeln“ bzw. später „Erkennen“ für die philosophisch-theologische Methode und von dem „Erklären“ für die mathematisch-physikalische Methode. Die Möglichkeit des Verstehens beruht auf der geistig-sinnlichen Natur des Menschen: Jeder innere Vorgang bekundet sich in einem entsprechenden äußerlich wahrnehmbaren Vorgang. Dieser kann von einem anderen Menschen wahrgenommen werden und ruft bei ihm dann den gleichen inneren Vorgang hervor.
Die Hermeneutik wurde zur Grundlage für alle historischen Geisteswissenschaften, nicht nur für die Theologie. Die psychologische Interpretation wurde – in der Nachfolge Schleiermachers und gestützt auf die romantische Lehre vom unbewussten Schaffen des Genies – die immer entschiedenere theoretische Basis der Geisteswissenschaften insgesamt. Das neue erkenntnistheoretische Interesse hatte sich bei August Boeckh in seinen Vorlesungen über „Enzyklopädie und Methodologie der philologischen Wissenschaften“ (1877) durchgesetzt. Boeckh war ein Schüler Schleiermachers. Das Verstehen ist eine eigene Art der Erkenntnis, die das Individuelle auf intuitive Weise erfasst. Boeckh bestimmte die Aufgabe der Philologie als das „Erkennen des Erkannten“. Er unterschied verschiedene Interpretationsweisen, nämlich die grammatische, die literarisch-gattunghafte, die historisch-reale und die psychologisch-individuale.

#### Wilhelm Dilthey

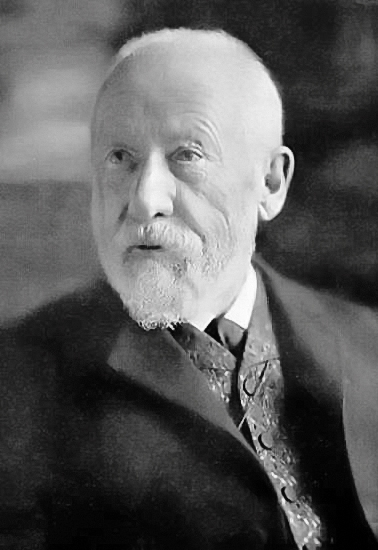
Wilhelm Dilthey (1833–1911)

Bei Wilhelm Dilthey kam es zu einer systematischen Neubegründung der Idee der Geisteswissenschaften auf eine verstehende und beschreibende Psychologie. Der Mensch lebt im Gegensatz zur Natur und hat Erlebnisse. Das Erlebnis ist das Einzige, was unmittelbar gewiss ist: „Die Natur erklären wir, das Seelenleben verstehen wir.“ Entsprechend unterscheidet Dilthey zwei psychologische Erkenntnisweisen, nämlich die beschreibende und zergliedernde Psychologie einerseits und die an der naturwissenschaftlichen Methode orientierte erklärende und konstruktive Psychologie andererseits. Dabei ist das Verstehen vor allem die Methode der beschreibenden und zergliedernden Psychologie. Das Seelenleben wird von dieser als ein primär gegebener, einziger Zusammenhang begriffen. Darin sind nicht nur die Bestandteile, sondern auch deren Verbindungen, mithin die Übergänge eines Seelenzustandes zum anderen mitsamt dem Erwirken, das von einem zum anderen führt, in innerer Wahrnehmung ursprünglich gegeben, das heißt, erlebt. Das Verstehen beruht nicht auf rein intellektuellen Erkenntnisakten, sondern auf dem „Zusammenwirken aller Gemütskräfte in der Auffassung.“ Dagegen versucht die erklärende oder konstruktive Psychologie, die seelischen Erscheinungen aus einem Kausalzusammenhang abzuleiten. Dieser ist aber nicht ursprünglich in der Wahrnehmung gegeben, das heißt, er ist nicht erlebt. Stattdessen wird er aus einer begrenzten Anzahl von Elementen erst mithilfe verbindender Hypothesen konstruktiv erschlossen. Beide psychologische Erkenntnisweisen ergänzen sich aber. Die beschreibende Psychologie fasst die seelischen Erscheinungen in feste, beschreibende Begriffe. Diese geben ihrerseits die Basis für Hypothesenbildungen der erklärenden Psychologie ab.
Das Ganze ist die Lebenseinheit. Das Einzelne soll aus dem Zusammenhang des Ganzen verstanden werden. Die Lebensstruktur wird analog zu einem Text interpretiert, sie baut ihre Einheit aus ihrer eigenen Mitte heraus auf. Das Ganze bestimmt den Sinn und die Bedeutung der Teile, jeder Teil drückt etwas vom Ganzen aus: „Wir gehen im Verstehen vom Zusammenhang des Ganzen, der uns lebendig gegeben ist, aus, um aus diesem das Einzelne uns fassbar zu machen.“ Das Verstehen von Geschichtlichem setzt einen „historischen Sinn“ voraus – so wie sich die Bedeutung eines einzelnen Wortes vom Satz her erschließt, der Satz seinen Sinn durch den Kontext des ganzen Textes erhält und der Text nur dann wirklich verstanden wird, wenn alle überlieferten Texte für die Auslegung herangezogen werden. Das historische Verstehen breitet sich über alle einzelnen Gegebenheiten aus und wird universal, weil es in der Totalität des Geistes seinen Grund findet.
Unter dem Eindruck des fulminanten Aufschwungs und Prestigegewinns der Naturwissenschaften im 19. Jahrhundert kommt es Dilthey vor allem darauf an, den Geisteswissenschaften einen klar definierten Zuständigkeitsbereich nachzuweisen und vorzubehalten, indem er, ausgehend von den Naturwissenschaften, Abgrenzungen vornimmt:

„Wir bemächtigen uns dieser physischen Welt durch das Studium ihrer Gesetze. Diese Gesetze können nur gefunden werden, indem der Erlebnischarakter unserer Eindrücke von der Natur, der Zusammenhang, in dem wir, sofern wir selber Natur sind, mit ihm stehen, das lebendige Gefühl, in dem wir sie genießen, immer mehr zurücktritt hinter das abstrakte Auffassen derselben nach den Relationen von Raum, Zeit, Masse, Bewegung. Alle diese Momente wirken dahin zusammen, dass der Mensch sich selbst ausschaltet, um aus seinen Eindrücken diesen großen Gegenstand Natur als eine Ordnung nach Gesetzen zu konstruieren. Sie wird dem Menschen zum Zentrum der Wirklichkeit.
Aber derselbe Mensch wendet sich dann von ihr rückwärts zum Leben, zu sich selbst. Dieser Rückgang des Menschen in das Erlebnis, durch welches für ihn erst die Natur da ist, in das Leben, in dem allein Bedeutung, Wert und Zweck auftritt, ist die andere große Tendenz, welche die wissenschaftliche Arbeit bestimmt. Ein zweites Zentrum entsteht. Alles, was der Menschheit begegnet, was sie erschafft und was sie handelt, die Zwecksysteme, in denen sie sich auslebt, die äußeren Organisationen der Gesellschaft, zu der die Einzelmenschen in ihr sich zusammenfassen – all das erhält nur hier eine Einheit. Von dem sinnlich in der Menschengeschichte Gegebenen geht hier das Verstehen in das zurück, was nie in die Sinne fällt und doch in diesem Äußeren sich auswirkt und ausdrückt.“

Die Hermeneutik wird damit auf jenen geschichtlichen Boden verwiesen, ohne den geisteswissenschaftliche Erkenntnis nach Dilthey nicht zu erlangen ist, da jedem individuellen menschlichen Leben die kulturgeschichtlichen Voraussetzungen konstitutiv mitgegeben sind. Die Abgrenzung der geisteswissenschaftlichen Hermeneutik von naturwissenschaftlichen Methoden vollzog er unter anderem am Beispiel der Psychologie. Der „erklärenden“ Psychologie, die er in der Nähe der auf Hypothesenbildung und Kausalitäten gegründeten Erkenntnisweise der Naturwissenschaften sah, setzte Dilthey eine auf das Verstehen von Erlebniszusammenhängen gegründete Psychologie entgegen. Der historisch-hermeneutische Horizont wird von Dilthey weit ausgespannt:

„Von der Verteilung der Bäume in einem Park, der Anordnung der Häuser in einer Straße, dem zweckmäßigen Werkzeug des Handwerkers bis zu dem Strafurteil im Gerichtsgebäude ist um uns stündlich geschichtlich Gewordenes. Was der Geist heute hineinverlegt von seinem Charakter in seine Lebensäußerung, ist morgen, wenn es dasteht, Geschichte. Wie die Zeit voranschreitet sind wir von den Römerruinen, Kathedralen, Lustschlössern der Selbstherrschaft umgeben. Geschichte ist nichts vom Leben Getrenntes, nichts von der Gegenwart durch ihre Zeitferne Gesondertes. […] Nur was der Geist geschaffen hat, versteht er. Die Natur, der Gegenstand der Naturwissenschaft, umfasst die unabhängig vom Wirken des Geistes hervorgebrachte Wirklichkeit. Alles, dem der Mensch wirkend sein Gepräge aufgedrückt hat, bildet den Gegenstand der Geisteswissenschaften.“

Diltheys Bestreben, eine universelle Methodik der auf „geschichtlichen Seelenvorgängen“ beruhenden Geisteswissenschaften zu entwickeln und diese von den Gegenständen und Arbeitsweisen der Naturwissenschaften abzugrenzen, übte eine nachhaltige Wirkung aus. Mit seiner Lebensphilosophie wollte er hinter alle Relativität auf ein Konstantes zurückzugehen und entwarf eine einflussreiche Typenlehre der Weltanschauungen, die der Mehrseitigkeit des Lebens entsprechen sollte.

### 20. Jahrhundert

#### Heinrich Rickert
Heinrich Rickert unterschied den Begriff des historischen Verstehens von dem des psychologischen Verstehens im Sinne eines Nacherlebens. Die Tatsachen in der Geschichte gewinnen ihre historische Bedeutung erst durch ihr Bezogensein auf Kulturwerte. Bei diesen handelt es sich nicht um Realitäten, sondern um irreale Sinngebilde. Geschichte handelt nur von solchen zeitlichen Vorgängen, die sich zugleich als Träger dieser Sinngebilde erweisen. Das historische Verstehen ist deshalb das Erfassen der irrealen Sinngebilde der Kultur. Das psychologische Nacherleben als Erkenntnisweise der seelischen Vorgänge bringt reale Vorgänge und keine irrealen Sinngebilde zur Erfahrung. Deshalb muss es vom historischen Verstehen begrifflich getrennt werden. Mit dieser grundlegenden Differenzierung des Verstehensbegriffs beeinflusste Rickert sowohl Georg Simmel als auch Max Weber.

#### Martin Heidegger

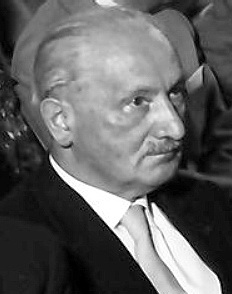
Martin Heidegger (1889–1976)

Martin Heidegger hat die Hermeneutik zusätzlich mit Bedeutung aufgeladen, indem er sie – weniger in seinem Hauptwerk Sein und Zeit als in seinen Vorlesungen der frühen 1920er Jahre – als Grundlage menschlicher Daseinssorge und Daseinsbewältigung begreiflich zu machen suchte. Verstehen ist ein konstitutives Element der gesamten Seinsverfassung des Menschen, ein „Existenzial“. Verstehen ist hier nicht mehr ein Verhalten des menschlichen Denkens unter anderen, sondern die Grundbewegtheit des menschlichen Daseins. Das Dasein selbst ist durch Seinsverständnis ausgezeichnet, es besitzt ein hermeneutisches Wesen. Dasein heißt immer auch Verstehen. Es geht um eine verstehende Auslegung dessen, was Dasein ist und als was es sich selbst versteht. Hermeneutik erschöpft sich für Heidegger weder in einem bloß theoretischen Auslegen noch in einer Auslegungslehre. Es handelt sich bei ihm vielmehr um den weiter gespannten Versuch, das Wesen der Auslegung zuallererst aus dem Hermeneutischen zu bestimmen: Es muss aus dem Wesen des Daseins bestimmt werden, das sich selbst in der Welt und in der Geschichte auslegt. Sein Verstehenskonzept geht von einem „Sich-auf-etwas-Verstehen“ im Lebensalltag als einer unabdingbaren Voraussetzung allen praktischen Könnens aus:

„Dieses, nennen wir es ‚praktische‘, Verstehen denkt Heidegger als ‚Existenzial‘, d. h. als Seinsweise oder Grundmodus, kraft dessen wir in der Welt zurechtkommen und zurechtzukommen suchen. Das Verstehen bedeutet weniger eine ‚Weise des Erkennens‘ als ein von Sorge getragenes Sichauskennen in der Welt. […] Dies steht im Einklang mit der grundlegenden Bemühung der Hermeneutik um ein Erreichen dessen, was vor, oder besser: in oder hinter der Aussage steht, kurzum um die Seele, die sich im Wort ausdrückt. Es besteht kein Zweifel, dass Heidegger diesem Streben des hermeneutischen Verstehens folgt, um es gleichwohl durch die universale Einbettung des Verstehens in die Sorgestruktur des Daseins zu radikalisieren. […] Es wäre aber ein Missverständnis der Intentionen Heideggers, würde man meinen, die Selbstauslegung des Daseins habe außerhalb der Sprache zu erfolgen. […] Nicht um ein Verkennen oder Verdrängen der Sprache kann es sich handeln. Heidegger will lediglich, dass man in jedem gesprochenen Wort die sich kundgebende Sorge des Daseins mithört.“

In einer Linie mit der von Dilthey gemeinten „Kritik der historischen Vernunft“ liegt Heideggers Begriff der „Geworfenheit“, der die geschichtliche Perspektive reflektiert, die allem Verstehen beigegeben ist:

„Die Hermeneutik hat die Aufgabe, das je eigene Dasein in seinem Seinscharakter diesem Dasein selbst zugänglich zu machen, mitzuteilen, der Selbstentfremdung, mit der das Dasein geschlagen ist, nachzugehen. In der Hermeneutik bildet sich für das Dasein eine Möglichkeit aus, für sich selbst verstehend zu werden und zu sein.“

Der Mensch wird so zu einem Wesen, das sich zu sich selbst verhält. Dieses Verhältnis ist ein unmittelbares, vorprädikatives und prä-reflexives Wahrhaben des In-der-Welt-Seins und keine reflexive Selbsterkenntnis. Das Verstehen geht der Reflexion voraus. Die Seiten des In-der-Welt-Seins sind Verstehen, Befindlichkeit und Sorge. Sie liegen der Erkenntnis und dem diskursiven Denken zugrunde. Eine wichtige hermeneutische Funktion erfüllt die Freiheit. Der Mensch besitzt nicht Freiheit als Eigenschaft, sondern es gilt das Umgekehrte:

„Die Freiheit, das ek-sistente, entbergende Da-sein besitzt den Menschen, und das so ursprünglich, daß einzig sie einem Menschentum den alle Geschichte erst begründenden und ausreichenden Bezug zu einem Seienden im Ganzen als einem solchen gewährt. […] Die so verstandene Freiheit als das Sein-lassen des Seienden erfüllt und vollzieht das Wesen der Wahrheit im Sinne der Entbergung von Seiendem. Die ‚Wahrheit‘ ist kein Merkmal des richtigen Satzes, der durch ein menschliches ‚Subjekt‘ von einem ‚Objekt‘ ausgesagt wird und dann irgendwo, man weiß nicht in welchem Bereich, ‚gilt‘, sondern die Wahrheit ist die Entbergung des Seienden, durch die eine Offenheit west. In ihr Offenes ist alles menschliche Verhalten und seine Haltung ausgesetzt. Deshalb ist der Mensch in der Weise der Ek-sistenz.“

In der Hermeneutik sollen dem Dasein die Grundstrukturen seines Seins kundgegeben werden. Heideggers früh skizzierte philosophische Hermeneutik, der er bis zu seinem Tode keine systematische Ausarbeitung mehr hat folgen lassen, erlangte für die Auseinandersetzung um die Hermeneutik im 20. Jahrhundert weitreichende Bedeutung.

#### Hans-Georg Gadamer
Als einflussreichster Vertreter der philosophischen Hermeneutik im 20. Jahrhundert hat Hans-Georg Gadamer das Verstehen in den Zusammenhang eines prinzipiell nicht zu beendenden Gesprächs über die Deutung wichtiger Zeugnisse der geschichtlichen und kulturellen Überlieferung gestellt. Den Anstoß für die nachfolgende lebenslange Beschäftigung mit einer universalen philosophischen Hermeneutik empfing Gadamer 1923 in der Freiburger Vorlesung Heideggers über die „Hermeneutik der Faktizität“. In der Einleitung zu seinem 1960 erschienenen Hauptwerk Wahrheit und Methode skizzierte Gadamer Grundzüge seiner hermeneutischen Lehre folgendermaßen:

„Es gehört zur elementaren Erfahrung des Philosophierens, daß die Klassiker des philosophischen Gedankens, wenn wir sie zu verstehen suchen, von sich aus einen Wahrheitsanspruch geltend machen, den das zeitgenössische Bewußtsein weder abweisen noch überbieten kann. […] Wenn wir das Verstehen zum Gegenstand unserer Besinnung machen, so ist das Ziel nicht eine Kunstlehre des Verstehens, wie sie die herkömmliche philologische und theologische Hermeneutik sein wollte. Eine solche Kunstlehre würde verkennen, dass angesichts der Wahrheit dessen, was uns aus der Überlieferung anspricht, der Formalismus kunstvollen Könnens eine falsche Überlegenheit in Anspruch nähme. […] Die folgenden Untersuchungen glauben damit einer Einsicht zu dienen, die in unserer von schnellen Verwandlungen überfluteten Zeit von Verdunkelung bedroht ist. Was sich verändert, drängt sich der Aufmerksamkeit unvergleichlich viel mehr auf, als was beim Alten bleibt. Das ist ein allgemeines Gesetz unseres geistigen Lebens. Die Perspektiven, die sich von der Einführung des geschichtlichen Wandels her ergeben, sind daher immer in der Gefahr, Verzerrungen zu sein, weil sie die Verborgenheit des Beharrenden vergessen.“

Den Ansatz, sich in den Geist vergangener Zeiten zu versetzen, wie es der Historismus anstrebte, verwirft Gadamer. Die Überlieferung, in der wir leben, ist nicht kulturelle Überlieferung, die aus Texten und Denkmälern allein besteht und einen sprachlich verfassten oder geschichtlich dokumentierten Sinn vermittelt. Vielmehr wird uns die kommunikativ erfahrene Welt selbst als eine offene Totalität beständig übergeben. Hermeneutische Anstrengung gelingt nach Gadamer überall dort, wo Welt erfahren und Unvertrautheit aufgehoben wird, wo Einleuchten, Einsehen, Aneignung erfolgen, und am Ende auch dort, wo die Integration aller Erkenntnis der Wissenschaft in das persönliche Wissen des Einzelnen gelingt. Er betont die Chance, den zeitlichen Abstand zwischen Betrachter und Gegenstand der Überlieferung produktiv zu nutzen:

„Die Ausschöpfung des wahren Sinns aber, der in einem Text oder in einer künstlerischen Schöpfung gelegen ist, kommt nicht irgendwo zum Abschluß, sondern ist in Wahrheit ein unendlicher Prozeß. Es werden nicht nur immer neue Fehlerquellen ausgeschaltet, so daß der wahre Sinn aus allerlei Trübungen herausgefiltert wird, sondern es entspringen stets neue Quellen des Verständnisses, die ungeahnte Sinnbezüge offenbaren. Der Zeitenabstand, der die Filterung leistet, hat nicht eine abgeschlossene Größe, sondern ist in einer ständigen Bewegung und Ausweitung begriffen.“

Zentral für Gadamers Ansatz zu hermeneutischem Erkenntnisgewinn ist das unter gemeinsamer Fragestellung zu führende Gespräch:

„Ein Gespräch führen heißt, sich unter die Führung der Sache stellen, auf die die Gesprächspartner gerichtet sind. Ein Gespräch führen verlangt, den anderen nicht niederzuargumentieren, sondern im Gegenteil das sachliche Gewicht der anderen Meinung wirklich zu erwägen. […] Wer die ‚Kunst‘ des Fragens besitzt, ist einer, der sich gegen das Niedergehaltenwerden des Fragens durch die herrschende Meinung zu erwehren weiß. Wer diese Kunst besitzt, wird selber nach allem suchen, was für eine Meinung spricht. Dialektik besteht darin, daß man das Gesagte nicht in seiner Schwäche zu treffen versucht, sondern es erst selbst zu seiner wahren Stärke bringt.“

Die subjektive Standortgebundenheit des individuellen Denkens und Erkennens wird von Gadamer positiv gewendet, weil dadurch eine fruchtbare Begegnung und Auseinandersetzung mit Überliefertem angeregt und ein falsches Vorurteil der Prüfung ausgesetzt werde. Jegliche Vorurteilsbehaftung auszublenden, komme der Naivität des historischen Objektivismus gleich.

„So gibt es gewiß kein Verstehen, das von allen Vorurteilen frei wäre, so sehr auch immer der Wille unserer Erkenntnis darauf gerichtet sein muß, dem Bann unserer Vorurteile zu entgehen. Es hat sich im Ganzen unserer Untersuchung gezeigt, daß die Sicherheit, die der Gebrauch wissenschaftlicher Methoden gewährt, nicht genügt, Wahrheit zu garantieren. Das gilt im besonderen Maße von den Geisteswissenschaften, bedeutet aber nicht eine Minderung ihrer Wissenschaftlichkeit, sondern im Gegenteil die Legitimierung des Anspruchs auf besondere humane Bedeutung, den sie seit alters erheben. Daß in ihrer Erkenntnis das eigene Sein des Erkennenden mit ins Spiel kommt, bezeichnet zwar die wirkliche Grenze der ‚Methode‘, aber nicht die der Wissenschaft. Was das Werkzeug der Methode nicht leistet, muß vielmehr und kann auch wirklich durch eine Disziplin des Fragens und des Forschens geleistet werden, die Wahrheit verbürgt.“

Der Geschehnischarakter der Erfahrung ist für Gadamer unabhängig von einem Subjekt. Im Geschehen der Sprache und des Verstehens kommt die vorgängige Zusammengehörigkeit des Subjektiven und des Objektiven vor aller Synthese und Subjekt-Objekt-Dialektik zum Ausdruck. Das Subjekt ist dem Geschehen einverleibt. Nicht das Subjekt tut, vielmehr tut sich die Sache selbst vermittels des Subjekts. Das Subjekt instrumentiert weder die Dinge dieser Welt noch die Sprache. Objektivität als Produkt der Tätigkeit des Subjekts und als Objekt-Adäquatheit subjektiver Bewusstseinsinhalte ist ausgeschlossen. Das Geschehen des Verstehens setzt ein produktives Sich-Einstellen auf das Geschehen voraus, Verschlossenheit wäre hinderlich. Verstehen ist nicht die Tätigkeit eines Subjekts. Es ist das Ereignis, das ganz Unmittelbare, vergleichbar nur der Erfahrung des Schönen in der Kunst. Wahrheit ist kein Resultat oder Prozess, sondern widerfährt uns. Alles Verstehen ist ein Einbezogen-Sein in ein Wahrheitsgeschehen. Der Mensch ist kein Subjekt. Er kann in seinem Leben meist weniger als Subjekt gestalten als er möchte. Er ist in einen Lebenszusammenhang mit tradierten Regeln hineingeboren. Es widerfährt ihm mehr, als ihm lieb ist: „Das Subjekt des Spiels sind nicht die Spieler, sondern das Spiel kommt durch die Spieler lediglich zur Darstellung.“ Das Spiel bemächtigt sich in seinem Verlauf der Spieler. Es gibt keine Objektbezüge, nur ein Wiedererkennen seiner selbst. Wahrheit kann sich nur als unmittelbare Erfahrung einstellen in dem Erlebnis eines Wiedererkennens und in dem Gefühl: Das ist es.

#### Misch, Lipps und Bollnow
Alternativ zur Heidegger-Gadamer-Tradition hat sich Diltheys Hermeneutik in Abgrenzung zu Husserl und Heidegger bei Misch, Lipps und Bollnow entwickelt. Nicht ontologisch ausgerichtet, schließt sie sich der Diltheyschen Kantkritik an. Ihr geht es um die Rückbeziehung philosophischer Begriffe auf das Leben und den Nachweis ihrer Genese aus dem Leben selbst. Georg Misch, Schüler Diltheys, hielt an der Universität Göttingen 1923/24 mit Hans Lipps Übungen zur Bedeutungslehre und von 1929 bis 1934 viermal die Vorlesung Logik und Einleitung in die Theorie des Wissens. Er versuchte das Verhältnis von Leben und Wissen, von Leben und Begriff neu zu bestimmen. In seinem 1930 erschienenen Buch Lebensphilosophie und Phänomenologie setzt er sich mit Heidegger und Husserl auseinander.
Mischs Logik-Gedanken wurden von Lipps weiterentwickelt. 1938 erschienen Lipps Untersuchungen zu einer hermeneutischen Logik. Für ihn ist die Wirklichkeit das Einsatzfeld der Philosophie. Philosophie ist Hermeneutik der Wirklichkeit und als solche an die Sprache gebunden. Gadamer meinte dazu: „Was in England im Gefolge von Wittgenstein, Austin, Searle an Schürfung im Gestein der Sprache unternommen worden ist, hat nicht nur einen Vorgänger, sondern ein großartiges Gegenstück in Hans Lipps. Es ist eine schier unerschöpfliche Auskunft, die Lipps aus der Abfragung der Sprache gewinnt“.
Auch Otto Friedrich Bollnow stammt aus dem Kreis um Misch. Seine Weiterentwicklung der Hermeneutik Diltheys lässt sich als Lebensphilosophie charakterisieren. Leben ist für ihn tragender Grund von Kunst und Wissenschaft. Von da aus gewinnt er Zugang zu den verschiedenen Arten des Verstehens.

### Neuere Ansätze
Gadamers Auseinandersetzung mit dem Historismus, auf der seine Neukonzeption der philosophischen Hermeneutik wesentlich beruht, hat Fundamente gelegt, auf denen die nachfolgende kritische Reflexion einer zeitgemäßen Hermeneutik bis heute aufbaut. Widerspruch ausgelöst haben vor allem Gadamers Behauptung einer autoritativen Geltung klassischer Texte und Kunstwerke gegenüber dem Gegenwartshorizont sowie seine Wendung gegen ein methodisches Instrumentarium, das die Gewinnung von Objektivität und Wahrheit in den Geisteswissenschaften sichern soll.

#### Karl-Otto Apel
Mit der Setzung eines Ergänzungsverhältnisses von „erklärenden“ Naturwissenschaften und „verstehenden“ Geisteswissenschaften verbindet Karl-Otto Apel einen methodisch zu entwickelnden ideologiekritischen Anspruch, der sich für ihn vor allem mit Blick auf die außereuropäischen Kulturen aufdrängt:

„Für sie ergibt sich von Anfang an die Notwendigkeit, zugleich mit der hermeneutischen Besinnung auf die eigenen und die fremden Traditionen ein quasi-objektives, geschichtsphilosophisches Bezugssystem zu erarbeiten, das es möglich macht, die eigene Position in den weltgeschichtlichen Zusammenhang einzuordnen, der ohne ihr Zutun durch die europäisch-amerikanische Zivilisation geschaffen worden ist. Sie werden durch die für sie unvermeidliche Verfremdung ihrer eigenen Tradition auch sogleich auf die Tatsache hingewiesen, dass geistige Sinndeutungen der Welt, z. B. religiös moralische Wertordnungen, im engsten Zusammenhang mit den sozialen Lebensformen (den Institutionen) zu begreifen sind. Was sie daher vor allem suchen, ist eine philosophisch-wissenschaftliche Orientierung, welche das hermeneutische Verständnis der eigenen und fremden Sinn-Traditionen durch soziologische Analysen der jeweils zugehörigen Wirtschafts- und Gesellschaftsordnungen vermittelt.“

Analog zur psychotherapeutischen Arzt-Patienten-Situation sei daher ein partieller Abbruch der hermeneutischen Kommunikation zugunsten objektiver Erkenntnismethoden nötig. Heranzuziehen seien neben hermeneutischen Verfahren die „objektiven Strukturanalysen der empirischen Sozialwissenschaften zur Erklärung etwa der nicht literarisch belegbaren Interessen-Konstellationen in der politischen und auch in der Ideengeschichte.“
Anders als das hermeneutische Verstehen glichen psychologische und sozialpsychologische Verhaltensanalysen dem prognostisch relevanten Wissen der Naturwissenschaft; wie diese ermöglichten sie „eine technische Herrschaft über ihren Gegenstand“, wie sie in Manipulationen von Konsumenten durch den Werbefachmann oder der Wähler durch den demoskopisch geschulten Politiker zum Ausdruck kämen. Aus diesen Überlegungen ergibt sich, so Apel, „die methodologische Forderung einer dialektischen Vermittlung der sozialwissenschaftlichen ‚Erklärung‘ und des historisch-hermeneutischen ‚Verstehens‘ der Sinntradition unter dem regulativen Prinzip einer ‚Aufhebung‘ der vernunftlosen Momente unseres geschichtlichen Daseins.“

#### Paul Ricœur
Ausgehend davon, dass Hermeneutik zunächst auf Regeln für die „Interpretation von schriftlichen Dokumenten unserer Kultur“ gerichtet ist, stellt sich für den französischen Philosophen Paul Ricœur die Frage der Übertragbarkeit einer Methodologie der Textinterpretation auf humanwissenschaftliche Erkenntnisgewinnung im Allgemeinen. Ansatzpunkt seiner Untersuchung ist die These, dass die menschliche Handlung ebenso wie ein Text „ein unvollendetes offenes Werk ist, dessen Sinn in der Schwebe bleibt.“ Der Text als ein Ganzes sei ebenso Individuum wie ein Lebewesen oder Kunstwerk:

„Als Individuum kann er nur durch einen Prozess der Einengung und Spezifikation von Gattungsbegriffen erfasst werden, welche sich auf die literarische Gattung beziehen, auf die Kategorie von Texten, zu denen dieser Text gehört, und auf die Strukturen der verschiedenen anderen Kategorien, die sich in diesem Text überschneiden.“

Es gebe immer mehr als einen Weg der Konstruktion oder Rekonstruktion eines Textes.

„Die Logik der Validierung eröffnet uns einen Interpretationsrahmen zwischen Dogmatismus und Skeptizismus. Es ist immer möglich, für oder gegen eine Interpretation zu argumentieren, Interpretationen einander entgegenzusetzen, sich zwischen ihnen zu entscheiden und nach Übereinstimmung zu suchen, auch wenn diese Übereinstimmung nur jenseits unserer Reichweite liegen kann.“

Die strukturale Textanalyse läuft für Ricœur dabei nur auf eine „Oberflächen-Semantik“ hinaus, während das eigentliche Verstehen und Erfasstsein des Lesers eine Tiefen-Semantik erfordere. „Die Tiefensemantik des Textes ist nicht das, was der Autor selbst zum Ausdruck bringen wollte, sondern ist das, von dem der Text handelt, d. h., er handelt von den nicht-ostentativen Bezügen des Textes. Und der nicht-ostentative Bezug des Textes ist jene Welt, die von der Tiefensemantik des Textes erschlossen werden kann. […] Verstehen hat nur wenig zu tun mit dem Autor und seiner Situation. Es möchte die durch den Text eröffneten Weltdeutungen begreifen. Einen Text verstehen heißt, seiner Bewegung vom Sinn zum Bezug, von dem, was er sagt, zu dem, wovon er handelt, folgen.“ So bestehe der Sinn von Texten mythischen Charakters in der Aufforderung, den Text als Ausgangspunkt einer neuen Weltsicht zu nehmen.
Eine analoge Tiefensemantik gibt es für Ricœur auch bei der Interpretation sozialer Phänomene, „d. h. die Entfaltung einer Welt, die nicht mehr nur Umwelt ist, der Entwurf einer Welt, die mehr ist als eine bloße Situation: Können wir nicht sagen, dass wir auch in den Sozialwissenschaften mit Hilfe der strukturalen Analysen fortschreiten von naiven zu kritischen Interpretationen, von Oberflächen-Interpretationen zu Tiefen-Interpretationen?“

#### Jürgen Habermas
Als wichtiger Vertreter der Kritischen Theorie hat sich auch der Soziologe und Philosoph Jürgen Habermas mit Gadamers Hermeneutik auseinandergesetzt. Die Einbeziehung sozialwissenschaftlicher Forschungsansätze und einer emanzipatorischen Ideologiekritik verbindet ihn mit Apel, die Einforderung einer Meta- und Tiefenhermeneutik mit Ricœur. Habermas kritisierte vor allem, dass der dialogisch gewonnene hermeneutische Konsens im Sinne Gadamers auch Ausfluss einer ideologisch verschleierten Herrschaftsstruktur sein könne, die es aufzudecken gelte. Wie die Psychoanalyse das geeignete Instrumentarium zur Aufdeckung individueller Bewusstseinstrübung bereitstelle, so habe die Ideologiekritik falsches gesellschaftliches Bewusstsein sozialwissenschaftlich aufzuarbeiten.
Die Auseinandersetzung Gadamers mit den von Habermas und Apel eingenommenen Positionen hat einen wechselseitigen Lernprozess ausgelöst. Die Analogie von Psychoanalyse und Ideologiekritik hat Gadamer zwar deutlich zurückgewiesen, da es auch unter Berufung auf die Kompetenz einer emanzipatorischen Sozialwissenschaft nicht angehe, einem Gesellschaftsverband, der sich nicht als behandlungsbedürftiger Patient sehe, ein falsches Bewusstsein zu attestieren. Gadamer ist aber von Habermas dazu angeregt worden, das kritische Potential seiner Hermeneutik in der Folge deutlicher herauszuarbeiten. Habermas hingegen hat sich vom Paradigma einer soziologisch erweiterten Psychoanalyse abgekehrt und eine Universalisierung der hermeneutischen Grundkategorie der Verständigung im Modell einer herrschaftsfreien Diskursethik entwickelt. In dieser Hinsicht beobachtet Grondin eine „tiefgreifende Solidarität“ zwischen Gadamer und Habermas, die zur Gemeinschaft führe „gegen die neue Herausforderung des Dekonstruktivismus und des neohistorischen Postmodernismus.“

#### Interkulturelle Hermeneutik
Der österreichische Philosoph Hans Köchler hat – mit Anklang an Apels Blick auf die außereuropäischen Kulturen – herauszuarbeiten gesucht, wie die Gadamer’sche Hermeneutik als Grundlage eines „Dialoges der Zivilisationen“ dienen kann. Die kulturphilosophischen Aspekte internationaler Kooperation sah Köchler 1974 von der „Dialektik des kulturellen Selbstverständnisses“ geprägt und zog Gadamers Begriff der „Horizontverschmelzung“ zur Erläuterung der Verständigung zwischen verschiedenen Kulturen heran. Seine hermeneutisch akzentuierte Kritik am Paradigma des „Konfliktes der Zivilisationen“ wandte Köchler auch auf die Theorie der internationalen Beziehungen an.

#### Hermeneutischer Intentionalismus
Der hermeneutische Intentionalismus zielt darauf ab, die Gedanken und Absichten des Autors zu erfassen. Bedeutende Vertreter dieser Richtung sind im 20. Jahrhundert Paul Grice und Quentin Skinner. Skinner unterscheidet streng zwischen der retrospektiven Bedeutsamkeit eines historischen Werks (significance) und der Bedeutung, die das Werk für seinen Autor hat (meaning). Von der Bedeutsamkeit könne weder auf die Bedeutung des Werkes für den Autor noch auf die Bedeutung des Werkes selbst geschlossen werden. Vielmehr sei die Bedeutung eines Werkes immer identisch mit der Bedeutung, die dieses Werk für seinen Autor hat. Denn es sind nach Skinner die Absichten des Autors, welche die Bedeutung des Werkes festlegen. Letztlich fixiere der Autor, was sein Werk bedeutet. Der Werkkonsument kann demnach nur diese Bedeutung feststellen und das Werk retrospektiv mit seinen Wirkungen ins Verhältnis setzen. Dabei darf die vom Autor festgelegte Werkbedeutung nicht verletzt werden.

#### Der Verstehensprozess als Spiralform
Jürgen Bolten möchte den Begriff des Zirkels durch den Begriff „hermeneutische Spirale“ ersetzen. Der Vorgriff auf das Ganze des Textes werde durch ein genaueres Verständnis des Einzelnen laufend korrigiert. Der Verstehensprozess führt demnach zu einem ständigen Verstehenszuwachs und ist damit kein zirkuläres Zurückkehren zu seinem Ausgangspunkt:

„Einen Text verstehen heißt demzufolge, Merkmale der Textstruktur bzw. des -inhaltes und der Textproduktion unter Einbeziehung der Text- und Rezeptionsgeschichte sowie der Reflexion des eigenen Interpretationsstandpunktes im Sinne eines wechselseitigen Begründungsverhältnisses zu begreifen. Daß es dabei weder falsche noch richtige, sondern allenfalls mehr oder minder angemessene Interpretationen geben kann, folgt aus der […] Geschichtlichkeit der Verstehenskonstituenten und der damit zusammenhängenden Unabschließbarkeit der hermeneutischen Spirale. […] Der Spiralbewegung entsprechend, unterliegt die Interpretation hinsichtlich ihrer Hypothesenbildung diesbezüglich einem Mechanismus der Selbstkorrektur.“

#### Psychologie des Verstehens
In der Psychologie wird Verstehen als ein konstruktiver und rekonstruktiver Prozess beschrieben, durch den neue Information mit so viel Sinn wie möglich ausgestattet wird. Dieser Prozess ist mit dem Wahrnehmen und Erinnern eng verknüpft. Der Mensch verlässt sich beim Verstehen auf existierende kognitive Strukturen. Information wird als zu einem bestimmten Schema gehörig interpretiert. Schemata in diesem Sinne sind Strukturen des Denkens und Wissens, die Vorannahmen über konkrete Gegenstände, Menschen, Situationen und die Art ihrer Beziehungen enthalten. Es handelt sich dabei um reale psychische Einheiten, die systemisch strukturiert sind. Hinweise des aktuellen Inputs lenken auf ein bestimmtes Schema. Die Information wird dann im Lichte der Erwartung aufgrund bereits existierender Schemata interpretiert. Der Rest des Bildes wird mit schemarelevanter Information aufgefüllt. Sobald Information als zu einem bestimmten Schema gehörig interpretiert wird, können sich unbemerkt die bereits vorhandenen alten Strukturen verändern.
Schemata beeinflussen also als Vorwissensstrukturen die Integration neuer Information. Sie erfüllen dabei folgende Funktionen:
1. Nur die Information wird aufgenommen, die für bereits vorhandene Schemata relevant erscheint (Selektion).
2. Es werden aufgrund von Erwartungen bestimmte Leerstellen eröffnet, die aus dem konkreten Informationsangebot aufgefüllt werden (Erwartung).
3. Schemabezogene Information erhält mehr Aufmerksamkeit als schemairrelevante Information und wird deshalb auch besser behalten (Aufmerksamkeit).
4. Nur die Bedeutung, nicht aber die Form einer Information wird weiterverarbeitet (Abstraktion).
5. Information wird in Bezug auf die vorhandenen Schemata interpretiert (Interpretation).
6. Die verarbeitete Information wird mit den Schemata zu einem neuen System verbunden oder geht in ihm ganz auf (Integration).[91]

Das auf Dilthey zurückgehende Konzept des Verstehens im Sinne eines innerlichen Nacherlebens wird teilweise als spekulativ und dogmatisch kritisiert. Dass sich bei einem „verstehenden Psychologen“ die Überzeugung einstellt, er habe bestimmte Zusammenhänge in ihrem Wesen durchschaut, entbehrt danach der wissenschaftlichen Objektivität. Andere Wissenschaftler können dieser subjektiven Überzeugung aufgrund ihres jeweils eigenen Verstehens desselben Sachverhalts widersprechen. Das Kriterium der Überprüfbarkeit entfällt demnach.

#### Hermeneutik der Natur
Hermeneutik der Natur zielt auf eine Naturerfahrung, in der entweder (a) die als 'artifiziell' kritisierte Spaltung zwischen Natur und menschlicher Welt aufgehoben werden kann oder in der (b) die schon obsolet gewordenen und von dem Gegensatz zwischen Naturalismus und Kulturalismus abgeleiteten Dichotomien zugunsten einer kritischen Theorie der 'kulturellen Artefizierung der Natur' aufgelöst werden.
Dabei schließt die Hermeneutik der Natur immer zweierlei ein: (1) die Anwendung hermeneutischer Methoden auf die Konstitution und Erforschung naturwissenschaftlicher Untersuchungsgegenstände mit dem Ziel einer hermeneutischen Erfassung und Restauration der Natur als vorausgesetztes, aber durch die kognitive Pluralisierung der Naturwissenschaften verloren gegangenes, integrales Objekt; (2) eine den „Dialog mit der Natur“ in Anspruch nehmende Revision der philosophischen Hermeneutik.
Zumindest sechs Grundtypen von Hermeneutik der Natur lassen sich idealtypisch unterscheiden:
1. Hermeneutik der Natur aufgrund der Leiberfahrung und/oder alltäglichen, vorprädikativen Naturerfahrung (Merleau-Ponty[94]; Toadvine[95]).
2. Hermeneutik der Natur als Weiterentwicklung des Programms der „sozialen Naturwissenschaft“ (G. Böhme[96]).
3. Hermeneutik der Natur als Idee einer „anderen Naturwissenschaft“, die eine „erotische Einstellung zur Natur“ involviert (im Anschluss an H. Marcuse[97]).
4. Hermeneutik der Natur als Fortsetzung der hermeneutischen Phänomenologie naturwissenschaftlicher Forschung (Kockelmans[98]; Crease[99]; Ginev[100]; Heelan[101])
5. Hermeneutik der Natur innerhalb des Programms der Tiefenökologie (A. Naess[102]).
6. Das Programm einer Hermeneutik der Natur, das auf gewissen Tendenzen innerhalb der environmental philosophy beruht (McKibben[103]; Vogel[104]).

#### Objektive Hermeneutik
Die Objektive Hermeneutik wurde vor allem von dem Soziologen Ulrich Oevermann, einem früheren Assistenten von Jürgen Habermas, als sozialwissenschaftlicher Forschungsansatz entwickelt. Sie ist sowohl Konstitutionstheorie des soziologischen Gegenstands als auch Forschungsmethodologie analog zu Hegels Diktum einer Dialektik von „Inhalt“ (hier: Konstitutionstheorie) und „Methode“. Das Adjektiv „objektiv“ richtet sich auf den Gegenstand der hermeneutischen Sinnauslegung: die Bedeutungen gegenständlicher Zeichen bzw. Texte. Er soll diesen Forschungsansatz von solchen Traditionen der Hermeneutik abgrenzen, die sich auf das Verstehen des subjektiv gemeinten Sinns richten. Damit wendet sich die objektive Hermeneutik – in Abgrenzung zur traditionellen Hermeneutik, wie sie etwa Habermas herausgearbeitet hat – dem sozial Unbewussten, den latenten sozialen Sinnstrukturen zu und arbeitet diese heraus. Der subjektive Sinn, so die Auffassung der Objektiven Hermeneutik, sei lediglich aus den Bedeutungen gegenständlicher Zeichen zu erschließen, die somit der primäre Gegenstand der hermeneutischen Sinninterpretation seien. Der Hermeneut könne nur die durch intersubjektiv gültige sprachliche Regeln erzeugten Bedeutungen des Gesagten auslegen, nicht direkt das Gemeinte. Das Gemeinte ließe sich darüber allenfalls erschließen. Zudem könne es sein, dass die Bedeutung des Gesagten vom Sprecher subjektiv gar nicht intendiert wurde. Außerdem gehörten zur sozialwissenschaftlichen Hermeneutik auch Bedeutungen, die niemand subjektiv gemeint hat, etwa Bedeutungen des sozialen Unbewussten oder auch des psychisch Unbewussten. Der Name „Objektive Hermeneutik“ bezieht sich ausschließlich auf die Differenz zwischen Meinen und Sagen. Sie beansprucht also keineswegs, wie immer wieder irrtümlich geglaubt wird, objektive Interpretationen zu liefern. Vielmehr entspricht es dem Selbstverständnis der Objektiven Hermeneutik, wie auch das anderer rekonstruktivistischer Verfahren, dass „eine erkenntnislogische Differenz zwischen den Verfahren des Alltagshandelns und den Verfahren der objektiven Hermeneutik nicht gezogen werden kann“.
Entstanden ist die Objektive Hermeneutik in dem Projekt „Elternhaus und Schule“ des Berliner Max-Planck-Instituts für Bildungsforschung. Oevermann war zu dieser Zeit einer der führenden quantifizierenden Bildungsforscher Deutschlands, geprägt durch die Mannheimer Schule der Sozialforschung und Poppers Falsifikationismus. Sein Wechsel zu Jürgen Habermas und zur Frankfurter Schule (und nach Berlin) scheint dann ein Umdenken bewirkt zu haben. So versteht sich die Objektive Hermeneutik auch als Einlösung von Adornos Anspruch einer Sozialforschung, die das „Nicht-Identische“, die Besonderheit des Falls, schützt und nicht vorschnell, wie häufig in der quantifizierenden Forschung, unter vorab gebildete Kategorien subsumiert. Sie versteht sich ebenso als Einlösung einer Forschungsmethodologie im Anschluss an Charles Sanders Peirce, der mit seiner Zeichentheorie und Logik den klassischen Schlussformen der Deduktion und Induktion die Abduktion beigesellte. Die Objektive Hermeneutik soll gewissermaßen komplexe Abduktionen, nicht zuletzt im Hinblick auf die Besonderheit eines Falles, forschungspraktisch ermöglichen.